# Robert Radosz
Robert Radosz (Sławno, 8 de julio de 1975) es un ciclista polaco que fue profesional entre 2000 y 2014.

## Palmarés
2000
- Baltyk-Karkonosze Tour

2003
- 1 etapa del Baltyk-Karkonosze Tour

2004
- 1 etapa del Baltyk-Karkonosze Tour
- 1 etapa de la Carrera de la Solidaridad y de los Campeones Olímpicos
- Memorial Henryka Lasaka

2005
- 1 etapa del Dookoła Mazowsza
- 1 etapa del Tour de Malopolska
- 1 etapa de la Vuelta a Eslovaquia
- 1 etapa del Tour de Bulgaria

2006
- Carrera de la Solidaridad y de los Campeones Olímpicos, más 1 etapa
- 1 etapa del Tour de Malopolska
- 1 etapa del Tour de Bulgaria

2007
- 1 etapa del Szlakiem Grodów Piastowskich
- Tour de Hainan, más 2 etapas
- 3º en el Campeonato de Polonia en Ruta

2011
- 1 etapa del Tour de Malopolska
- Dookoła Mazowsza, más 1 etapa

2013
- Dookoła Mazowsza